# El Castellot (Godall)
El Castellot és una muntanya de 297 metres del municipi de Godall, a la comarca del Montsià. Es troba a uns dos quilòmetres i mig al sud-oest del nucli municipal.